# Incêndio florestal no Paraná em 1963
O Incêndio florestal no Paraná em 1963 foi um grande incêndio que ocorreu na década de 1960, no século XX, no estado do Paraná, Brasil. O incêndio atingiu principalmente a região do norte pioneiro e campos gerais do Paraná além de alguns municípios da região central e norte do estado. É ainda considerado um dos maiores incêndios ocorridos no Brasil e no mundo.

## Contexto
Em 14 de agosto de 1963 foram noticiados os primeiros focos de incêndios em Guaravera, Paiquerê e Tamarana, que eram distritos de Londrina.
Os meses de agosto e setembro são meses de fortes estiagem no Paraná e o estado vinha passando por um período bem seco. Ainda era inverno, a temperaturas ficaram baixas e os campos do Paraná estavam secos em razão das fortes geadas daquele ano. Como era de costume, os lavradores faziam pequenas queimadas para limpar o terreno. Com os fortes ventos, não demorou muito para o fogo avançar sem controle. Essa combinação de fatores foi o estopim para o fogo se alastrar pelo interior do Paraná.

## Incêndios
Os incêndios começaram a atingir os municípios de Ortigueira, Tibagi, Arapoti, Jaguariaíva até Sengés. Atingindo as áreas rurais e aproximadamente 10% do território do estado foi consumido, cerca de dois milhões de hectares foram completamente devastados, sendo 20 mil hectares de plantações, 500 mil de florestas nativas e 1,5 milhão de campos e matas secundárias.
Mais tarde provocou a perda de pelo menos 15 milhões de araucárias. O relatório do governo estadual da época revelou que o município de Ortigueira teve 90% da área queimada. Mais de 70% das reservas florestais das Indústrias Klabin de Papel e Celulose, cultivadas em uma fazenda de Telêmaco Borba, se perderam. Só nesse local, 200 milhões de araucárias foram destruídas. O fogo cessou naturalmente com a volta da chuva.

## Impactos
Aproximadamente 8 mil imóveis, entre casas, galpões e silos, viraram cinzas. Cerca de 5,7 mil famílias – a grande maioria formada por trabalhadores rurais – ficaram desabrigadas. Tratores, equipamentos agrícolas e incontáveis veículos foram atingidos pelo incêndio.
As queimadas causaram a morte de 110 pessoas. Entretanto, não chegaram a um consenso sobre o número de mortos, que teria sido entre 89 a 250, segundo os jornais da época. Deixou ainda milhares de feridos, desalojados e desabrigados. Além de perdas de vida humana, milhares de animais também foram mortos, entre animais silvestres e animais de criação. Os prejuízos foram enormes, devastando lavouras inteiras, reflorestamentos, muitas fazendas e vilas. Ao todo o incêndio atingiu 128 municípios paranaenses. Principalmente municípios da região do norte pioneiro e campos gerais, além de alguns municípios da região central e norte do estado.
As perdas em todo o estado eram calculadas em 200 milhões de cruzeiros. O Paraná essencialmente agrícola na época, viu sua atividade econômica parar. Os incêndios repercutiram nacionalmente e estamparam as capas dos jornais. A ajuda para combater o incêndio veio de outros estados, com o fornecimento de helicópteros e aviões.

## Reações

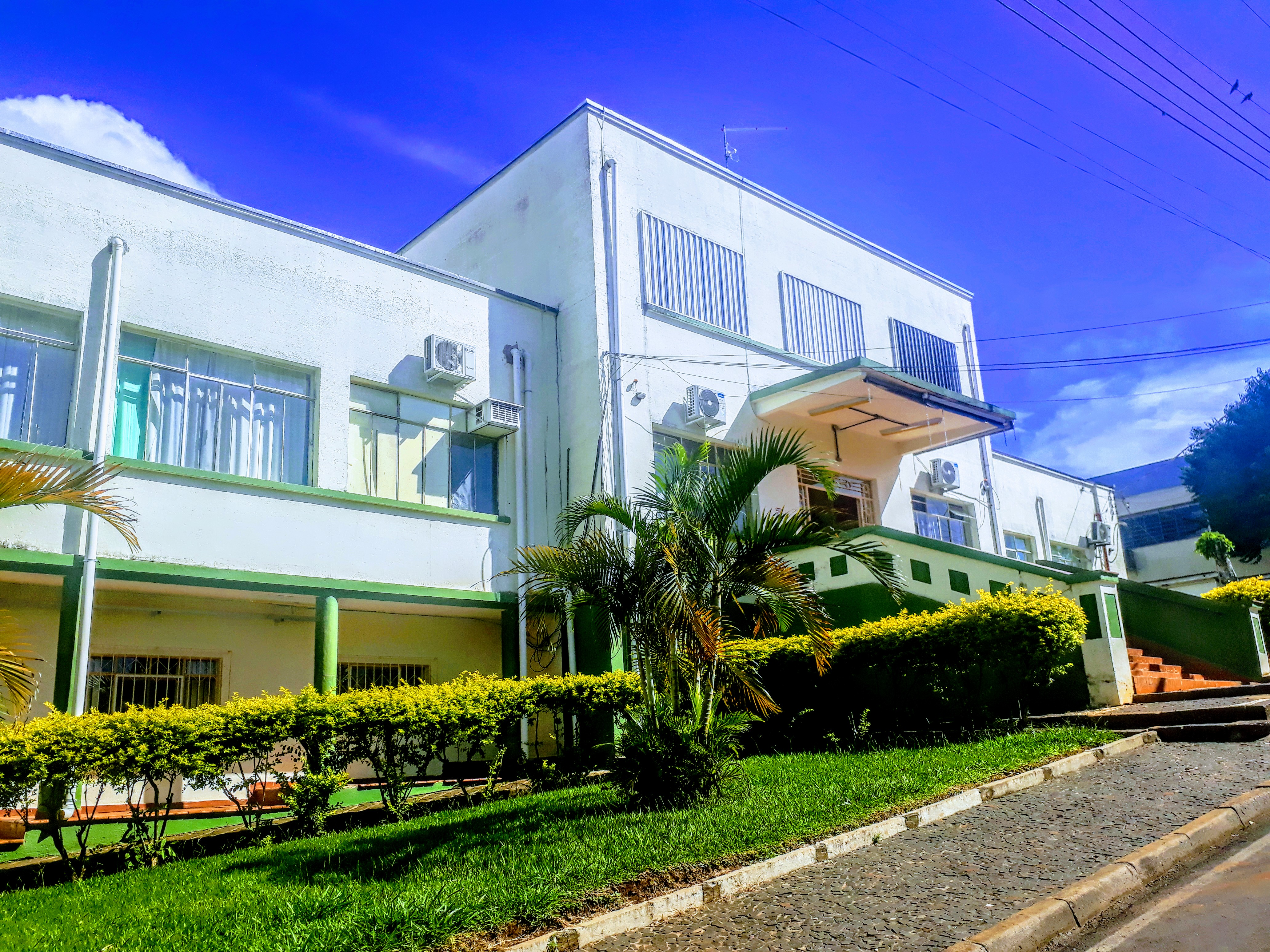
Hospital Luiza Borba Carneiro, em Tibagi, tornou-se um centro de queimados na época.

No dia 28 de agosto de 1963, durante o governo de Ney Braga, o estado do Paraná chegou a decretar estado de calamidade pública por causa dos incêndios.
Foram enviados ao estado medicamentos, ferramentas agrícolas, roupas e alimentos oriundos de diversos países, como Estados Unidos, Itália, Japão, China e Suíça.
A cidade de Tibagi, na época, se transformou numa central de queimados, recebendo no Hospital Luiza Borba Carneiro pacientes de todo o Paraná, vítimas de queimaduras. O hospital de Harmonia, em Telêmaco Borba, também deu suporte aos feridos.
A partir da década de 1960 o Paraná começou a trabalhar na prevenção contra incêndios, desenvolvendo uma parceira entre o governo do estado e empresas, criando assim um sistema de alerta de monitoramentos.
Em 1972 o engenheiro florestal Ronaldo Viana Soares, professor da Universidade Federal do Paraná (UFPR), defendeu sua pesquisa de mestrado propondo a Fórmula de Monte Alegre (FMA) com base em registros de incêndios florestais coletados a partir da década de 1960 na fazenda Monte Alegre (da Klabin), em Telêmaco Borba. A FMA é um índice bastante simples e utiliza apenas a umidade relativa do ar às 13 horas e a precipitação para calcular o risco de incêndio. É um índice que possui 5 classes de risco e é cumulativo, portanto precisa ser calculado todos os dias.